# (1428) Mombasa
(1428) Mombasa – planetoida z pasa głównego asteroid okrążająca Słońce w ciągu 4 lat i 260 dni w średniej odległości 2,8  au. Została odkryta 5 lipca 1937 roku w Union Observatory w Johannesburgu przez Cyrila Jacksona. Nazwa planetoidy pochodzi od miasta Mombasa w Kenii. Przed nadaniem nazwy planetoida nosiła oznaczenie tymczasowe (1428) 1937 NO.